# Michael Klammer
Michael Klammer (* 1980 in Bruneck, Südtirol) ist ein italienischer Schauspieler mit deutschsprachigem Hintergrund.

## Leben
Klammer wuchs bei seiner Mutter auf dem Bauernhof der Großeltern im Dorf Aicha in der Gemeinde Natz-Schabs in Südtirol auf. Sein Vater stammt aus Nigeria. Klammer besuchte die Handelsoberschule, machte Abitur und absolvierte eine Ausbildung zum Buchhalter und Bankkaufmann. Anschließend arbeitete er noch ein Jahr in der Tourismusbranche, um Geld für die Schauspielschule zu verdienen.
Klammer besuchte dann von 2001 bis 2004 die Schauspielschule am Schauspielhaus Salzburg. Sein erstes Theaterengagement hatte er nach der Schauspielausbildung als Schauspiel-Élève und Ensemblemitglied am Schauspielhaus Salzburg. In der Spielzeit 2004/05 spielte er dort den Jugendlichen Pete in einer Bühnenfassung des Romans A Clockwork Orange und den illegalen schwarzen Einwanderer Fadoul in dem Theaterstück Unschuld von Dea Loher. In der Spielzeit 2005/06 war er am Wiener Volkstheater engagiert. Dort trat er als GI Bill in Die Ehe der Maria Braun (Regie: Antoine Uidehaag) und als Franz Moor in Die Räuber (Regie: Nuran David Calis) auf.
Ab der Spielzeit 2006/07 bis zur Spielzeit 2011/12 war er festes Ensemblemitglied des Maxim-Gorki-Theaters in Berlin. Anschließend kündigte er dort seinen Festvertrag, um sich besser der Filmarbeit widmen zu können. In der Saison 2012/13 trat er dann noch als Gast am Maxim-Gorki-Theater auf. Dort spielte er u. a. Mephisto im Urfaust (2008; Regie: Felicitas Brucker), Haemon in Antigonae (2008; Regie: Jan Bosse), Horatio In Hamlet (2008; Regie: Tilmann Köhler), Merkur in Amphitryon (2008; Regie: Jan Bosse), Bassanio in Der Kaufmann von Venedig (2009; Regie: Armin Petras), die Titelrolle in Woyzeck (2009; Regie: Tilmann Köhler), St. Just/Danton in Dantons Tod (2009; Regie: Sebastian Baumgarten), Achilles in Penthesilea (2010; Regie: Felicitas Brucker), Simone in Rocco und seine Brüder (2011; Regie: Antú Romero Nunes) und den Obersturmbannführer Prall in Jeder stirbt für sich allein (2011; Regie: Jorinde Dröse). 2012 verkörperte er die Rolle des Räuberhauptmanns Karl Moor in Die Räuber in einer Drei-Personen-Inszenierung von Antú Romero Nunes. 2013 erhielt er den Förderpreis des Vereins der Freunde des Maxim-Gorki-Theaters als „Bester Nachwuchsschauspieler“.
2013 spielte er am Residenztheater München die Rolle des Ferdinand von Walter in Kabale und Liebe in einer Inszenierung von Amélie Niermeyer. 2013 trat er am Schauspielhaus Stuttgart ebenfalls als Karl Moor in Die Räuber (Regie: Antú Romero Nunes; als Übernahme vom Maxim-Gorki-Theater) auf. 2014 übernahm er dort die Rolle des Dichter-Doktors Felix Lippoldes in einer Bühnenfassung des Romans Pfisters Mühle (Regie: Armin Petras). 2015 führte Klammer am Schlosstheater Celle Regie bei einer Inszenierung von Im Westen nichts Neues. Seit der Spielzeit 2015/16 gastiert er am Wiener Burgtheater in dem Joseph-Roth-Abend Hotel Europa oder Der Antichrist (Regie: Antú Romero Nuñes).
Neben seiner Arbeit am Theater wirkte Klammer seit 2008 in verschiedenen Fernseh- und Kinofilmproduktionen mit, u. a. in Auf den zweiten Blick (2012; Regie: Sheri Hagen), wo er die männliche Hauptrolle eines alleinerziehenden Taxifahrers spielte.
Als Fernsehschauspieler wurde Klammer durch seine durchgehende Hauptrolle in der ZDF-Fernsehserie Dr. Klein bekannt. Er spielte in vier Staffeln der Serie (2014–2017) den Assistenzarzt und Kinderarzt Dr. Jonas Müller.
Im März 2015 war er in der ZDF-Krimiserie SOKO Köln neben André Röhner in einer Episodenhauptrolle zu sehen. Er spielte den Zehnkämpfer Thorsten Hübner, einen ehemaligen Kunden einer Agentur für Sportmanagement, der unter Tatverdacht gerät. Im September 2015 war er in der ZDF-Krimiserie Blochin – Die Lebenden und die Toten in einer Nebenrolle zu sehen. Er spielte den Drogenfahnder und Ermittler Ayubu, einen Freund der Hauptfigur Blochin (Jürgen Vogel). Im November 2016 war Klammer in der ZDF-Krimiserie SOKO Stuttgart in einer Episodenrolle zu sehen. Er spielte den arbeitslosen Kunsthistoriker Dr. Niklas Vollmer, der sich sein Leben von wohlhabenden Frauen finanzieren lässt. In dem zweiteiligen TV-Film Bier Royal (2018) verkörperte er den ehemaligen Basketball-Star Dan Dawson, den amerikanischen Ehemann der Tochter eines verstorbenen Münchner „Bier-Königs“.
Klammer lebt in Berlin. Er ist Vater eines Sohnes. Klammer ist seit seiner Jugend Fan des FC Bayern München.

## Filmografie (Auswahl)
- 2009: Am anderen Ende (Kurzfilm)
- 2009: Blinde Passagiere (Spielfilm)
- 2012: Auf den zweiten Blick (Kinofilm)
- 2012: Götter wie wir (Fernsehserie; Folge: Das 3-Königs-Casting)
- 2013: Drunter und Drüber (Kurzfilm)
- 2013: Schlussmacher (Kinofilm)
- 2014: Wir waren Könige (Kinofilm)
- 2014–2016: Dr. Klein (Fernsehserie, Serienhauptrolle, 39 Episoden)
- 2015: SOKO Köln (Fernsehserie; Folge: Ihr letzter Wille)
- 2015: Blochin – Die Lebenden und die Toten (TV-Miniserie)
- 2016: Tschiller: Off Duty (Kinofilm)
- 2016: SOKO Stuttgart (Fernsehserie; Folge: Wenn Sterne lügen)
- 2017: Tatort: Nachtsicht (Fernsehreihe)
- 2017: Anna Fucking Molnar (Kinofilm)
- 2017: Harter Brocken – Die Kronzeugin
- 2017: Lux – Krieger des Lichts (Kinofilm)
- 2018: Bier Royal (Fernsehfilm)
- 2018: Arthurs Gesetz (Fernsehserie)
- 2019: SCHULD nach Ferdinand von Schirach (Fernsehserie; Folge: Einsam)
- 2019: Leif in concert
- 2019: Wendezeit (Fernsehfilm)
- 2020: WaPo Berlin (Fernsehserie; Folge: Ein tödlicher Auftrag)
- 2020: Enfant Terrible
- 2022: Tatort: Saras Geständnis
- 2022: SOKO Leipzig (Fernsehserie; Folge: Lauf, wenn du kannst)
- 2023: Das Lehrerzimmer (Kinofilm)
- 2023: Unbestechlich (Fernsehen)
- 2025: Cassandra (Fernsehserie)